# Die Hussitenpredigt
Die Hussitenpredigt ist der Titel eines Historienbildes des  Malers Carl Friedrich Lessing. Es zeigt einen Feldprediger im Böhmen des frühen 15. Jahrhunderts vor seinen Anhängern, den Hussiten.
Das großformatige Ölgemälde, das zu den „Husbildern“ Lessings zählt, entstand 1835 bis 1836 als Auftragsarbeit für den preußischen Kronprinzen Friedrich Wilhelm, den späteren König Friedrich Wilhelm IV., der das Motiv 1834 auf einer Farbskizze Lessings kennengelernt hatte. Im Hinblick auf die kirchenpolitische Situation der überwiegend katholischen Rheinlande, die infolge des Wiener Kongresses als Rheinprovinz dem protestantisch dominierten Königreich Preußen eingegliedert worden waren, war das im Jahr 1836 in Düsseldorf fertiggestellte und dort erstmals ausgestellte Bild in der öffentlichen Wahrnehmung als Manifest des Protestantismus und als Parteinahme für die protestantische Minderheit am Rhein von tagespolitischer Brisanz. Vielen Katholiken galt es gar als eine propagandistische Schöpfung des Antikatholizismus. Vor dem sozialen und politischen Hintergrund seiner Entstehungszeit – der Restauration und des Vormärz – wurde das Bild über den konfessionellen und kirchenpolitischen Bezug hinaus von einigen Betrachtern als politische Anklage des repressiven Metternichschen Systems verstanden. Weite Kreise des Bürgertums begriffen es als Ausdruck der Opposition gegen Monarchie und kirchliche Orthodoxie und für die Selbstbestimmung des tschechischen und des deutschen Volkes. Auf kurz hintereinander folgenden Ausstellungen in Deutschland und in Paris machte das „realistische Geschichtsbild“ (Norbert Werner) großen Eindruck auf das zeitgenössische Publikum und die Kunstkritik. Dem Maler und der Düsseldorfer Schule verhalf es zu hohem Bekanntheitsgrad.

## Beschreibung und Bedeutung
Im Zentrum einer konzentrisch angeordneten Figurengruppe, einem Kreis aus mittelalterlichen Kriegern, zwei Frauen und einem Kind, hält ein hervorgehoben stehender, entschlossen blickender Prediger, vielleicht Jan Hus, vielleicht ein anderer spiritueller Führer der Hussiten-Bewegung, der in ein wallendes weißes Gewand gekleidet und dem Betrachter frontal gegenübergestellt ist, in einer theatralischen Geste einen goldenen Messkelch empor. Auf ihn streckt ein Anhänger seine Arme in religiösem Eifer aus. Das Haupt des Predigers wird durch aufleuchtende Dunstschwaden betont. Einfallendes Licht hebt die Gestalt des Predigers einschließlich eines Teils der Figurengruppe gegenüber dem rauchverhangenen Hintergrund hervor. Mit der durchaus sympathisierenden Darstellung der zentralen Figur des Predigers in einer Anhängerschar, die einen „Ketzer“ als Heilsbringer präsentiert, knüpfte Lessing an bekannte Jesus- und Jünger-Darstellungen der christlichen Bildtradition an. Die Szene, die einen Feldgottesdienst in einem Augenblick intensiver religiöser Erfahrung darstellt, findet in oder am Rande eines bewaldeten Gebirgshangs vor dem Hintergrund eines brennenden Gebäudekomplexes statt, vielleicht eines Klosters, einer Burg oder einer städtischen Siedlung mit Kirche. Der Hussitenkelch symbolisiert die hussitisch-protestantische Forderung nach der Kelchkommunion, dem „Abendmahl unter beiderlei Gestalt“. Die brennenden Gebäude können als Symbol für den geschichtlichen Kontext der Hussitenkriege interpretiert werden, den Kampf der Tschechen gegen die deutsche Oberschicht und Lehrmeinungen der römisch-katholischen Kirche. Die mittelalterlichen Krieger – detailrealistisch dargestellt als Adelige in Rüstungen sowie als bewaffnete Bauern – bilden zusammen mit den Frauen und dem Kind eine enge soziale Gemeinschaft. Die Inszenierung zeigt sie als Aufständische gegen ein abstrakt bleibendes Establishment im Moment der religiösen Inspiration.

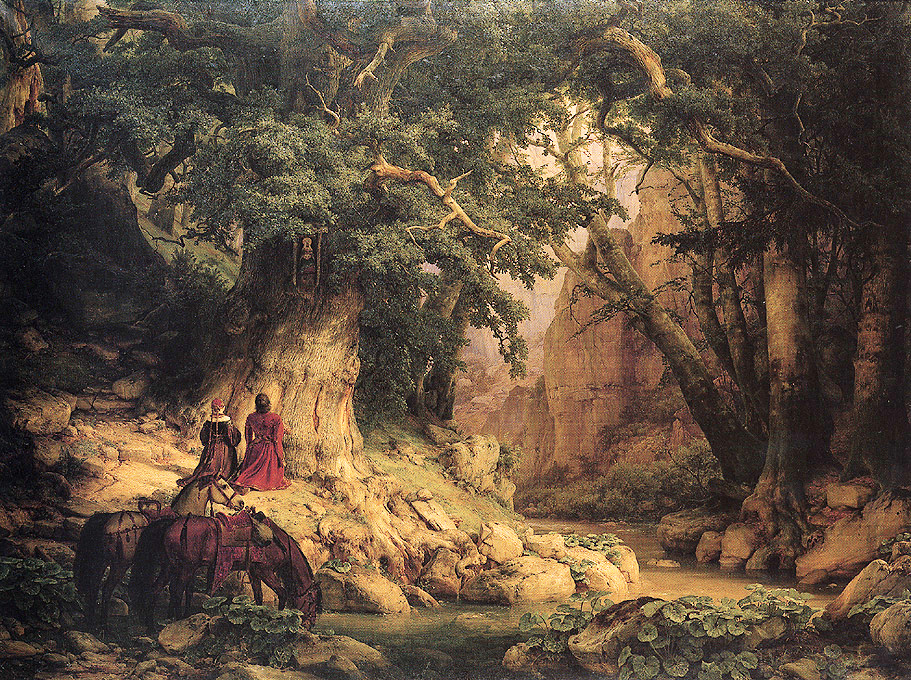
Die tausendjährige Eiche, 1837

Zum Zeichen ihrer Einfachheit und Naturbezogenheit bildete Lessing die Hussiten in dem landschaftlichen Ambiente eines naturwüchsigen Waldes ab. Der Wald galt zu Lessings Zeiten als naturnaher Ort ursprünglichen Volksglaubens, der Volksmythen und des Aberglaubens. Als solcher war er ein geläufiger Topos der deutschen Romantik. In seinem 1837 geschaffenen Gemälde Die tausendjährige Eiche leuchtet dieser romantisch-religiöse Bedeutungsgehalt erneut deutlich auf.
Das Bild, dessen Szene wie der Bühnenprospekt eines Lebenden Bildes aufgebaut ist, porträtiert einige Malerfreunde Lessings. So wird der Reiter auf der linken Seite als der Landschaftsmaler Johann Wilhelm Schirmer identifiziert, der Historienmaler Theodor Hildebrandt als der Krieger mit Helm und Lanze. Der Krieger mit dem weißen Kopfverband dürfte der Genremaler Emil Ebers sein, Lessings Schwager. Der reich Gekleidete am unteren Bildrand rechts könnte August Becker sein.

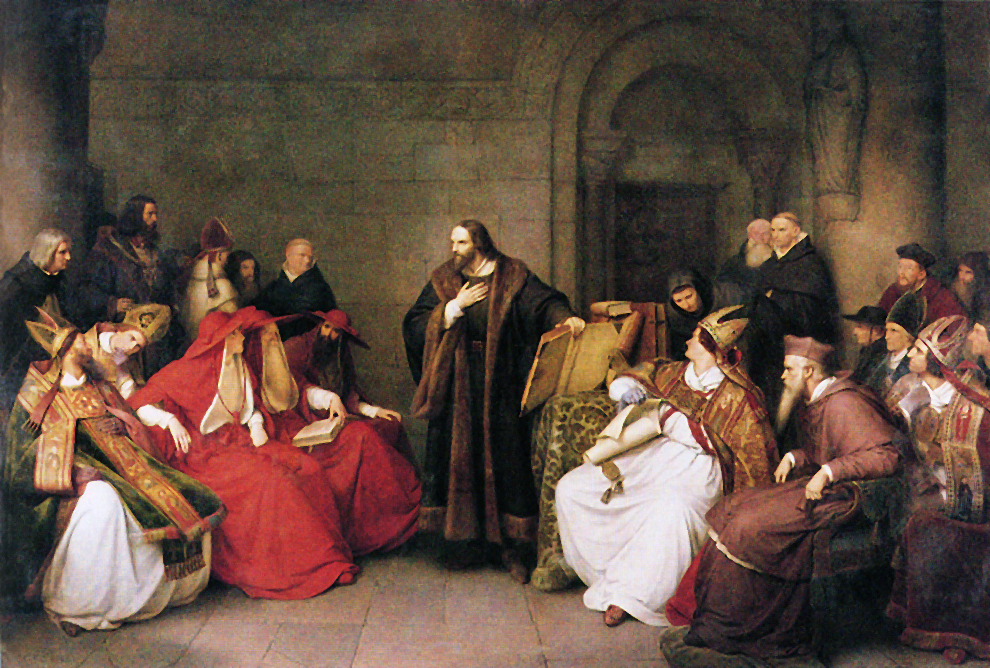
Jan Hus zu Konstanz, Erstfassung 1842

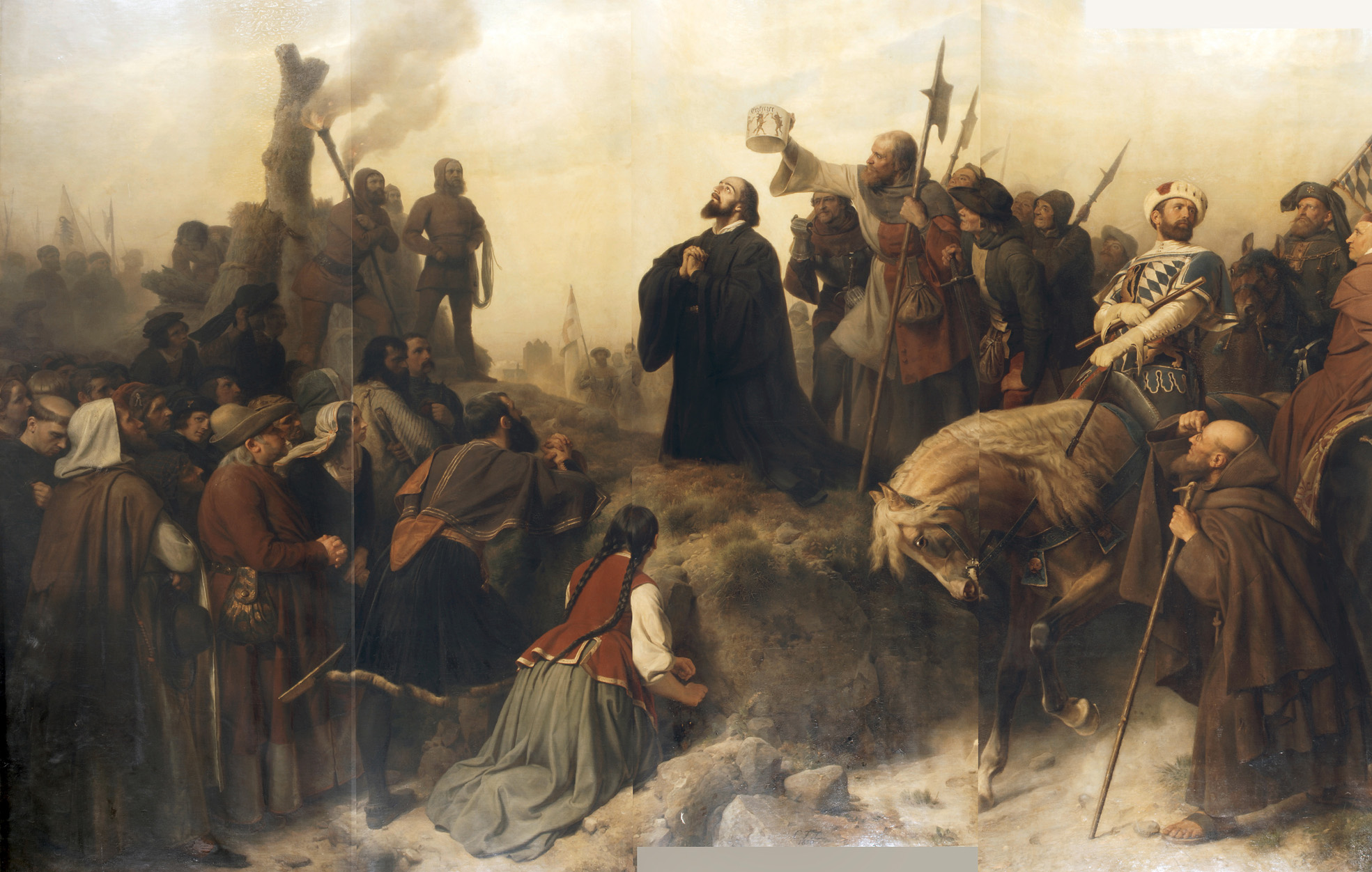
Johann Hus vor dem Scheiterhaufen, 1850

An dem historischen Stoff, den Lessing mit dem Motiv verarbeitete, fesselten ihn die Aspekte des religiösen Fanatismus, außerdem die Phänomene des Reformeifers, nationale Leidenschaften und Unabhängigkeitsstreben. Seinem Vater gegenüber erwähnte Lessing 1835 die Arbeit als „Predigt der Taboriten“, womit er nur die Hussitenpredigt gemeint haben kann. Der Hinweis auf die Taboriten, die unter Bezug auf den Berg Tabor als dem Ort der Verklärung des Herrn die Gottesdienste unter freiem Himmel abhielten, deutet vielleicht darauf hin, dass das Aufleuchten der Dunstschwaden um das Haupt des Predigers, dessen Beleuchtung und strahlend weißes Gewand von der Anhängerschar als Verklärung ihres spirituellen Führers und Taborlicht-Erscheinung wahrgenommen wurde. In der Ausgestaltung des Bildes, die viele Interpretationsmöglichkeiten eröffnet, ließ Lessing dessen genaue Bedeutung jedoch letztlich offen.
Weitere Bilder, in denen Lessing die Geschichte der hussitischen Bewegung bzw. Jan Hus als historische Figur behandelte, sind Jan Hus zu Konstanz (Erstfassung 1842, weitere Fassung 1845) und Johann Hus vor dem Scheiterhaufen (1850).

## Entstehung und Provenienz

Die Hussitenpredigt, Stich von August Hoffmann nach einer Zeichnung von Johann Baptist Sonderland, die 1835 nach Lessings Karton entstand

Auf den historischen Stoff wurde Lessing durch eine private Vorlesung von Friedrich von Uechtritz aus Karl Adolph Menzels Die Geschichten der Deutschen angeregt. Als Protestant und durch seine eigene Abstammung aus Böhmen könnte ihn das Thema der Hussitenbewegung besonders interessiert haben. Die Hussitenkriege verstand Lessing vermutlich nicht so sehr als Religions-, sondern als Freiheitskriege. Sein Interesse galt insbesondere dem radikalen Flügel der Hussiten um Jan Žižka und Jan Želivský. Von Uechtritz, der 1839 aus seinen Erinnerungen berichtete, schrieb, dass Lessing durch die Lektüre begeistert worden sei. Wie schon bei seinen „Räuberbildern“ (siehe etwa Der Räuber und sein Kind, 1832) habe sich Lessing mit den edlen Motiven der Protagisten seiner Bilder identifiziert:

„Die Gründe, die die Hussitischen Schwärme zu ihren Thaten gereizt hatten, schienen ihm [Lessing] den wildesten Ausbruch ihres Grimmes fast zu rechtfertigen, nicht bloß zu entschuldigen. Er fühlte sich berufen, diesen kühnen Fanatikern, die durch eigne aufflammende Kraft sich Raum, ihrer Überzeugung zu folgen, erkämpft und blutige Rache für den treulosen, an ihrem Lehrer und Meister verübten Frevel genommen hatten, ein Denkmal zu setzen.“

Als Vorläufer des Bildes entstand nach Studium der historischen Quellen eine Kompositionsskizze, die 1832 in Berlin ausgestellt war. Die Bildkonzeption, erste Entwürfe, Figuren- und Einzelstudien (heute zumeist im Cincinnati Art Museum) hatte Lessing bereits 1831 abgeschlossen. Es folgte die Entwicklung einer Farbskizze und eines Kartons, der im März 1835 vorlag. Die Farbskizze wurde 1834 auf Ausstellungen in Düsseldorf und Paris gezeigt. Im Frühjahr 1835 fertigte der Maler Johann Baptist Sonderland im Auftrag von Atanazy Raczyński nach dem Farbkarton eine Zeichnung für den Stecher August Hoffmann. Der von Hoffmann gefertigte Kupferstich wurde 1838 in Berlin ausgestellt.
Auf der Grundlage des heute verschollenen Farbkartons erteilte der preußische Kronprinz Friedrich Wilhelm 1835 den Auftrag zur Herstellung des Gemäldes. Diese Auftragsarbeit, die am 8. Mai 1835 begann und 22. Juli 1836 vollendet war, wurde im September 1836 in Düsseldorf erstmals der Öffentlichkeit präsentiert. In der Folgezeit wurden die Farbskizze bzw. das Ölgemälde in vielen weiteren Städten ausgestellt: Berlin, Dresden, Frankfurt am Main, Hannover, München, Münster, Hannover, Weimar, Leipzig, Lübeck, Posen und Paris (Salon de Paris). 1876 überwies Kaiser Wilhelm I. das Ölgemälde der Alten Nationalgalerie in Berlin. Im Jahr 1902 befand es sich kurzzeitig wieder in Düsseldorf. Von 1934 bis 2001 gehörte es als Dauerleihgabe zum Bestand des Kunstmuseums Düsseldorf.

## Rezeption
Die zeitgenössische Öffentlichkeit nahm das Bild vielfach mit Interesse und großer Zustimmung, teilweise mit Enthusiasmus auf. Begeisterung löste es besonders bei jenen aus, die in Opposition zum preußischen Staat und zur klerikalen Orthodoxie standen.
Carl Gustav Carus meinte, dass in dem Gemälde „ein bedeutender Moment aus der Entwicklungsgeschichte der Menschheit durch die gegenständliche Schilderung mannigfaltigster, entschiedenster Persönlichkeiten zu lebhaftesten Anschauung gebracht“ sei, „mit einer Wahrheit, welche an Shakespeare erinnert.“ Franz Kugler sah in dem Gemälde eine Darstellung des „Freiheitskampfes“, in dem demonstrativ hochgehaltenen Kelch das Symbol der „Befreiung von den Vorrechten des Priesterstandes“. Hermann Püttmann fand in dem Bild „den Enthusiasmus der Religion im Gegensatz zum Materialismus zur äußern Erscheinung“ gebracht.
Jedoch gab es auch Ablehnung und ätzende Kritik. So musste Lessing als Resonanz auf dieses Werk etwa hinnehmen, dass sein Lehrer, Wilhelm Schadow, der 1814 in Rom zum Katholizismus übergetreten war und als Direktor der Kunstakademie Düsseldorf eine nazarenisch inspirierte Malerei favorisierte, sich von ihm abwandte. Schadow nannte das Werk protestantische Tendenzmalerei. In Düsseldorf erzählte man sich, Schadows Beichtvater habe ihm fortan den Umgang mit Lessing untersagt. Es kam nicht nur zum Abbruch des Verkehrs zwischen Schadow und Lessing, vielmehr rissen die Gegensätze innerhalb der Düsseldorfer Malerschule weiter auf. Um beide Personen bildeten sich Parteien.

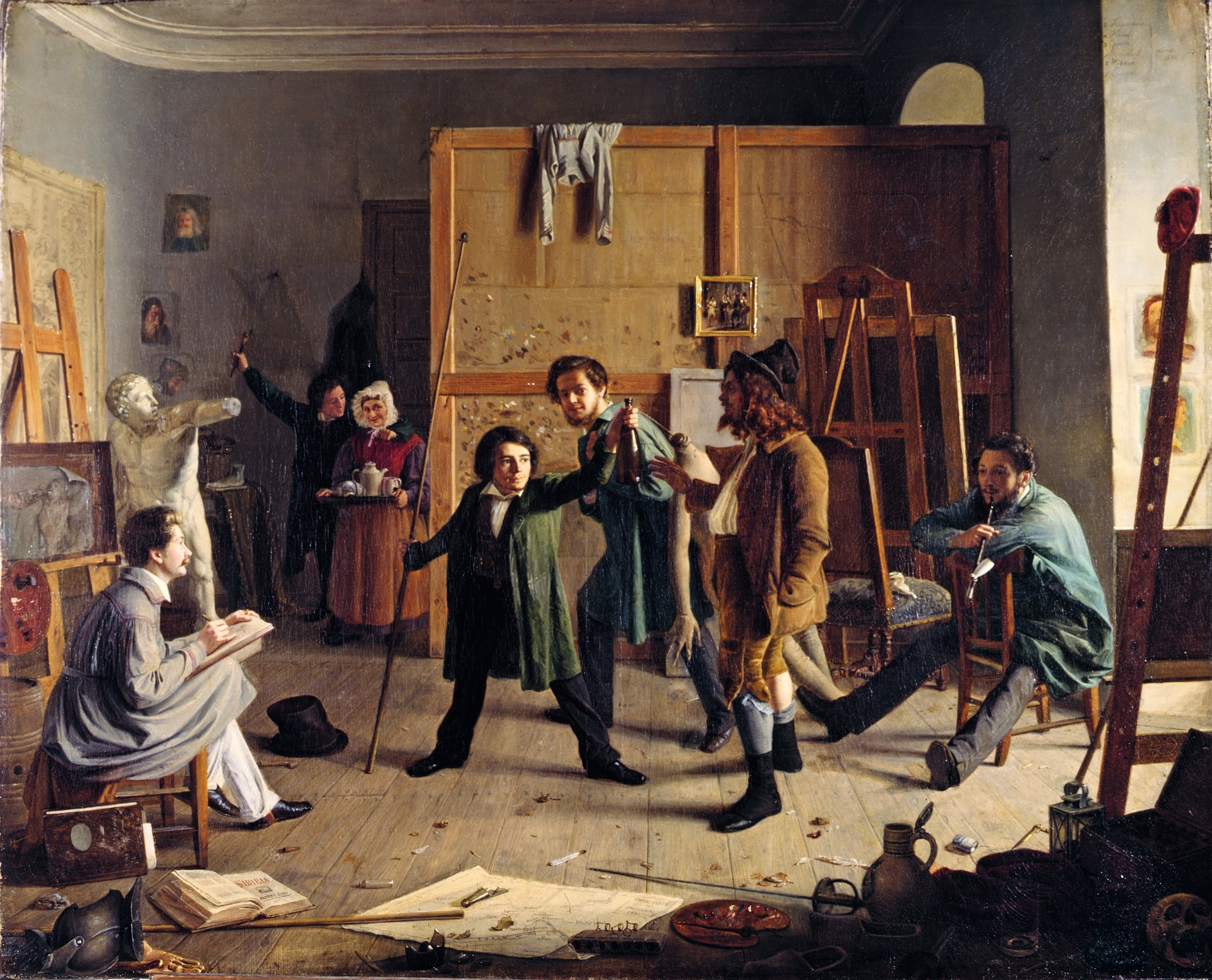
Atelierszene von Johann Peter Hasenclever, 1836

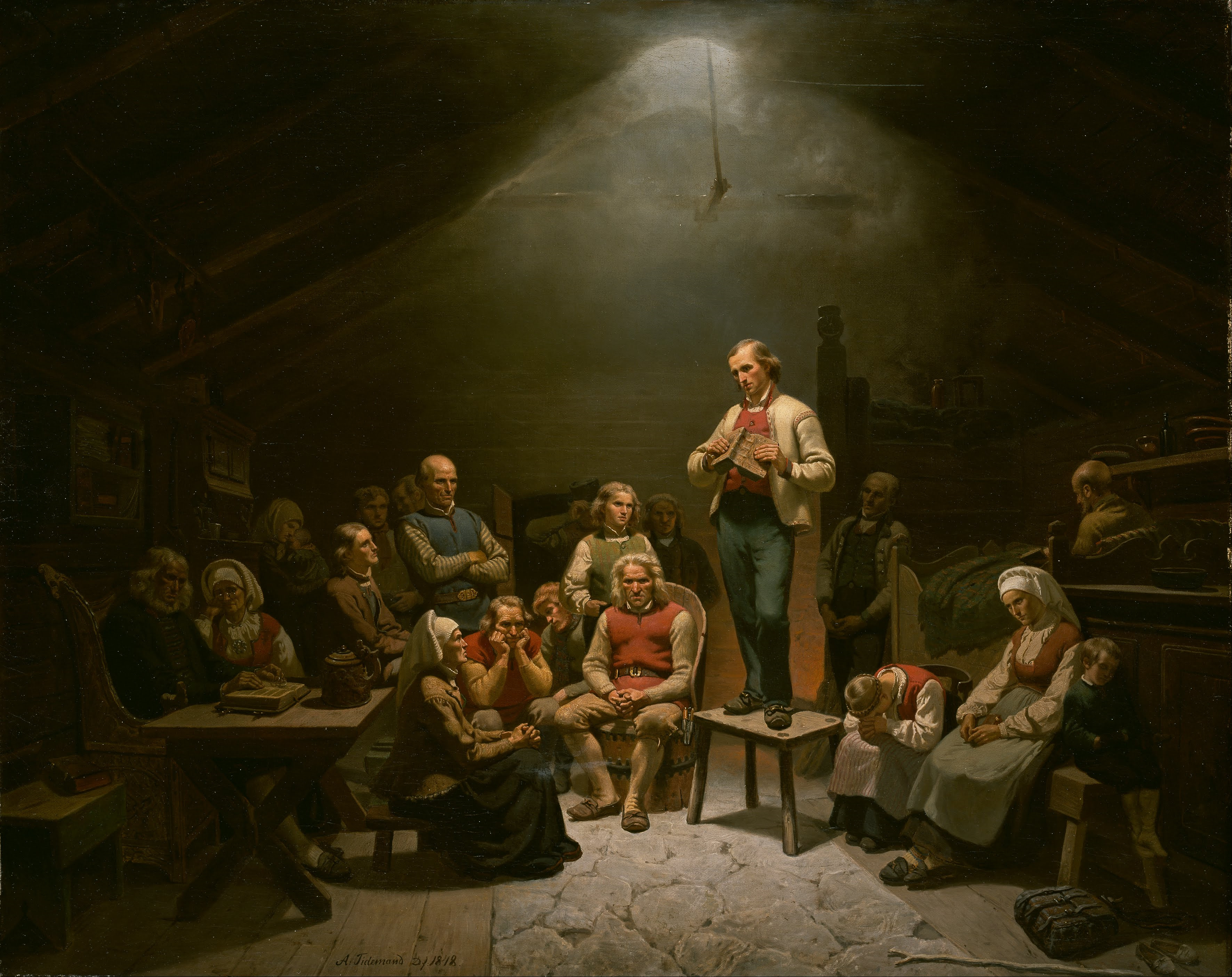
Die Andacht der Haugianer (Haugianerne) von Adolph Tidemand, 1848

Der Düsseldorfer Genremaler Johann Peter Hasenclever persiflierte die pathetische Geste des Hussiten-Predigers 1836 in seinem Bild Atelierszene. Statt eines liturgischen Weinkelchs hält dort der kleinwüchsige Maler Anton Greven prosaisch eine Weinflasche empor. Adolph Tidemand, ein weiterer Düsseldorfer Genremaler, adaptierte Lessings Muster der frontalen Betrachteransprache in den Gemälden Die Andacht der Haugianer (Haugianerne) und Fanatiker (Fanatikerne). Viele andere Maler bezogen sich auf das Bild, etwa der Düsseldorfer Historienmaler Alfred Rethel 1835 in dem Bild Predigt des hl. Bonifatius und 1836 in dem Bild Aus dem Leben des hl. Bonifatius. Adolph Menzel kritisierte an dem Bild, dass es zeige, „wie wenig die Düsseldorfer den Sinn für die Anordnung der Beleuchtung und die verschiedenen Grade der Detaillierung nach der größeren und geringeren Wichtigkeit der Gegenstände ausgebildet haben“.
Der rheinische Schriftsteller Wolfgang Müller von Königswinter bewertete das Bild als ein Hauptwerk der „romantisch-historischen Compositionen Lessing’s“ und schrieb 1854: „Das Bild macht einen wunderbaren Eindruck. Ich möchte ihn als einen solchen bezeichnen, den eine hinreißende, berauschende Hymne ausübt. Es klingt einem daraus entgegen wie der Choral: Eine feste Burg ist unser Gott, oder wie die Marseillaise, wenn sie in der heißesten Begeisterung und von den vollsten Instrumenten begleitet ertönen.“ Als Lessing das Angebot angenommen hatte, Direktor der Großherzoglich Badischen Gemäldegalerie in Karlsruhe zu werden, organisierte der Künstlerverein Malkasten zu seinen Ehren am 30. Juli 1858 ein „Festspiel zu Carl Friedrich Lessings Abschied“ im Malkastenpark. Zu den Klängen des Chorals Ein feste Burg ist unser Gott wurde dabei auch das Gemälde Die Hussitenpredigt von lebenden Figuren in einem Tableau vivant aufgeführt.
Da das Bild keine eindeutige Botschaft vermittelt, wurde es im Laufe der Zeit von verschiedenen Betrachtern für verschiedene Interessen vereinnahmt. Vielfach wurde es als sinnbildlicher Ausdruck des Kölner Kirchenstreits von 1837 interpretiert, einige sahen darin sogar eine Stellungnahme Lessings zum zeitgenössischen Panslawismus. Die von Karl Marx redigierte Rheinische Zeitung schrieb 1842: „Und wieviel bedeutsamer ist dieser Stoff für die Gegenwart, welche unter anderen Formen denselben Kampf der Geistesfreiheit gegen die Kirche noch einmal kämpft und zum Abschluß bringt, wie ergreift uns die edle Gestalt des Hus, dem auch wir für sein Martyrium verpflichtet sind.“ Lessing selbst nahm für sich in Anspruch, mit seinen Husbildern keine Partei bezogen zu haben. In einem Brief an Unbekannt vom 2. März 1843 beteuerte er: „In Beziehung auf meine Bilder mag ich weder für die eine noch für die andere Partei etwas getan haben.“ Dies bestätigte auch der mit Lessing befreundete Friedrich von Uechtritz, der in dem Husbild „kein Produkt polemischer Parteisucht, sondern historischer und menschlicher Interessen“ sah. Lessing sei zwar kein Gläubiger, habe aber durchaus Ehrfurcht vor dem Christentum.
Heutige Kunstwissenschaftler beurteilen das Werk, das zu seiner Zeit als protestantisches und freiheitliches Fanal Aufsehen erregte, weniger als einen bewusst antiklerikalen Affront, sondern „als Historienmalerei, bei der sich Gegenstand, Stil und persönliche Disposition Lessings zu einem kraftvollen Ausdruck übereinfanden.“ In Lessings Werk spiegele sich eine künftige Entwicklung: „die Auflösung und das Ineinanderübergehen der Gattungen, eine beherzt realistische Sicht der Natur, eine auch aktuell deutbare Wirklichkeit geschichtlicher Sujets und Stilmittel, die nicht mehr so sehr im Dienste des Ideals als darstellbarer und dargestellter Realität standen.“ Lessings Hussitenpredigt drücke das Freiheitsstreben des deutschen Bürgertums der 1830er Jahre aus und sei insofern eine „Komposition komplizierter, aber empfundener geistiger Zustände“. Es drücke deren „Haltung gegen feudale und nationale Unterdrückung, gegen dogmatische Strenge und kirchliche Unduldsamkeit“ aus. Damit habe er sogar nicht unwesentlich zur „Demokratisierung in Deutschland“ beigetragen (Wolfgang Hütt). Doch andere deuten das Bild eher als das Gegenteil einer Parteinahme zugunsten freiheitlicher Bestrebungen und nationaler Selbstbestimmung, nämlich als einen Ausdruck der Skepsis gegenüber radikalem Freiheitsdrang und revolutionären Veränderungen. Weitgehender Konsens besteht allerdings in der Bewertung der grundsätzlichen Bedeutung des Bildes für die Entwicklung der Düsseldorfer Malerei: Lessing habe gerade mit seinen Husbildern „an einer Wende der Düsseldorfer Malerschule [gestanden], die sich innerhalb der Akademie und außerhalb in der Gunst des Publikums aufzuspalten und neu zu orientieren begann“ (Ekkehard Mai). Weil sich die Historienmalerei der Düsseldorfer Schule an dem Gemälde orientierte, weil es wie kaum ein anderes Werk dieser Schule eine Polarisierung und kontroverse Debatte auslöste sowie eine große Suggestivkraft auf andere Künstler ausübte, gilt es als ein „Epoche machendes Bild“ (Wend von Kalnein) und als „Schlüsselwerk der Düsseldorfer Malerschule“ (Bettina Baumgärtel).
Lessing wurde für das Bild mit einer Goldene Medaille und einem Orden der Ehrenlegion ausgezeichnet. 1842 erhielt er den Orden Pour le Mérite für Wissenschaft und Kunst.